# 송봉근
송봉근은 대한민국의 배우이다.

## 드라마
- (2009년) (OCN) 조선추리활극 정약용

## 영화
- (2011년) (통증) - 뻐드렁니 역
- (2011년) (오직 그대만) - 태국작업남 1 역
- (2012년) (간첩) - 수하 3 역
- (2015년) (더 폰) - 송형사 역
- (2016년) (잡아야 산다) - 강형사 역
- (2016년) (덕혜옹주) - 터널 요원 역
- (2018년) (성난황소) - 사내 2 역